# مدیریت اطلاعات
مدیریت اطلاعات

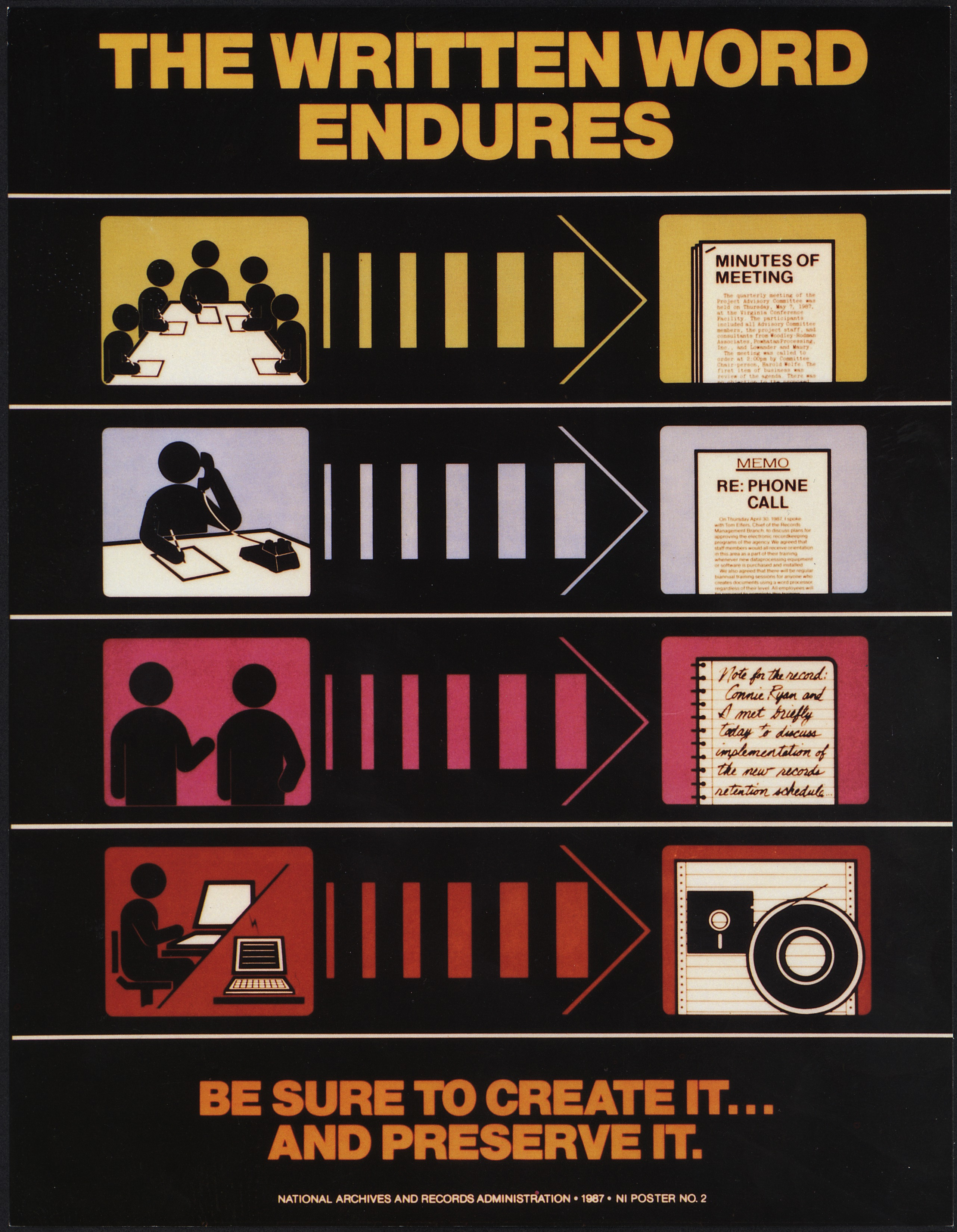
Scope and content: The National Archives and Records Administration created this poster to promote good records management practices.

(به انگلیسی: Information management یا IM)، شامل مدیریت و جمع‌آوری اطلاعات از یک یا چند منبع و ارائه آن اطلاعات به یک یا چند مخاطب است. مدیریت به معنی سازماندهی و کنترل ساختار، ترکیب و پردازش و ارائه اطلاعات است. در طول سال ۱۹۷۰ مدیریت اطلاعات تا حد زیادی محدود به تصویر، تعمیر و نگهداری از فایل‌ها و مدیریت چرخه عمر فایل‌های مبتنی بر کاغذ، رسانه‌ها و سوابق بود. با گسترش فناوری اطلاعات در سال ۱۹۷۰، کار مدیریت اطلاعات افق جدیدی یافت و شروع به فعالیت در زمینهٔ تعمیر و نگهداری داده‌ها نمود. چنانچه ذخیره‌سازی اطلاعات معطوف گشت به وسایل الکترونیکی، مدیریت اطلاعات سخت و سخت‌تر شد. در اواخر سال ۱۹۹۰ زمانی که اطلاعات به‌طور منظم در سراسر شبکه‌های رایانه‌ای و همچنین توسط دیگر وسایل الکترونیکی منتشر شد، مدیران شبکه، به یک معنا، مدیران اطلاعات شدند. آن دسته از افراد خود را با وظایف به‌طور فزاینده پیچیدهٔ سخت‌افزاری و نرم‌افزاری مواجه می‌دیدند. با آخرین ابزارهای موجود، مدیریت اطلاعات به یک منبع قدرتمند و پر هزینه برای بسیاری از سازمان‌ها تبدیل شده است.
مدیریت اطلاعات، به عنوان توانایی کل سازمان در مورد ایجاد، حفظ، بازیابی و قابل دسترس ساختن فوری اطلاعات درست، در مکان درست، در سازمان درست، در دست افراد شایسته با کمترین هزینه، در بهترین رسانه‌ها، برای بکارگیری در تصمیم‌گیری توصیف شده است. «بست» در سال ۱۹۸۸، به همان سبک، مدیریت اطلاعات را به عنوان «هماهنگی اقتصادی، مؤثر و کارای تولید، کنترل، ذخیره‌سازی و بازیابی و انتشار اطلاعات ازمنابع بیرونی و درونی به منظور توسعه عملکرد سازمانی» توصیف می‌کند. این توصیف در دورنما، محدود می‌باشد بطوری‌که آن مواظب مدیریت ویژگی‌های خوداطلاعات (محتوا، مالکیت، عرضه، برابری) نبوده و توجهی به ابراز ذخیره، تجهیزات بررسی‌کننده آن و سیستم بکارگیرنده آن ندارد.
بنابراین به‌طور خلاصه مسئله کلیدی درگیر در مدیریت اطلاعات، مدیریت نمودن (اداره نمودن) اطلاعات دریک سازمانی می‌باشد که فناوری اطلاعات مدرن را به کار می‌برد. مفهوم سیستم‌های اطلاعات رشد سریع فناوری رایانه، اشتیاق انسان را برای بدست آوردن کمک رایانه درحل مسائل پیچیده و پیچیده‌تر، توسعه می‌بخشد. مشکلاتی که صرفاً در قلمرو فعالیت‌های موشکافانه و باطنی انسان مخصوصاً در سازمان‌ها، درچندسال گذشته، در نظر گرفته شد.
سیستم‌های اطلاعات، خواسته همیشه بزرگ‌ترین سازمان‌های در حال رشد و پویا می‌باشد. نیاز برای بدست آوردن دسترسی مناسب، سریع، اقتصادی (مقرون به صرفه) تدبیر روش‌هایی جهت ایجاد مدیریت و بکارگیری پایگاه‌های اطلاعاتی در سازمان‌ها را ضروری می‌سازد اطلاعات مدیریت و سیستم‌های اطلاعات، بخصوص آن‌هایی که مربوط به فرایندهای تصمیم‌گیری مؤثر در سازمان می‌باشد یعنی به عنوان منابع سازمانی با ارزش در نظر گرفته می‌شود. به زبان ساده بیان کنیم، یک سیستم اطلاعات سیستمی است برای پذیرش داده اطلاعات به عنوان یک ماده خام و از طریق یک یا بیشتر فرایند تبدیل، تولید اطلاعات به عنوان یک محصول می‌باشد؛ و شامل عناصر عملکردی متعاقبی می‌باشد که مربوط به سازمان و محیطهای آن است:
- دریافت (درک): ورود اولیه اطلاعات، خواه بدست آمده یا تولید شده در یک سازمان.
- ثبت: کسب فیزیکی اطلاعات
- بررسی (جریان): انتقال با توجه به نیازهای خاص سازمان.
- انتقال: جریانی که در یک سیستم اطلاعات اتفاق می‌افتد.
- ذخیره: پیش‌بینی برخی استفاده مورد نظر در آینده.
- بازیابی: جستجوی اطلاعات ثبت شده.
- ارائه: گزارش، ارتباط و ….

به‌طور خلاصه، مدیریت اطلاعات مستلزم سازماندهی، بازیابی، کسب، تأمین امنیت و حفظ اطلاعات است. مدیریت اطلاعات اشتراک و ارتباط نزدیکی با مدیریت داده‌ها دارد.

## داشبوردهای مدیریتی
داشبورد مدیریتی به صورت بصری همه شاخص‌های کلیدی عملکرد (KPI) یک کسب‌وکار را در یک مکان نشان می‌دهد. داشبوردهای مدیریتی به قدری خوانا هستند که اگر نیاز به اشتراک‌گذاری آن با سایر مدیران شرکت بود، بی‌دغدغه اطلاعات منتقل شوند. این یعنی همه اهداف، معیارها، آیتم‌های اقدام و شاخص‌ها برای درک و مشاهدهٔ عموم تنظیم شده‌اند؛ این نوع داشبورد به تیم‌ها کمک می‌کند تا پیشرفت و موفقیت شرکت را با توجه به معیارهای تعیین شده، پیگیری کنند و مدیریت را قادر می‌سازند تا در مورد اهداف تجاری آینده تصمیمات منسجم‌تر (و البته مبتنی بر داده‌های مفید) بگیرد.